# Zdzisław Trześniowski
Zdzisław Trześniowski ps. „Tatar” (ur. 19 lutego 1868 w Kotorynach, zm. 25 czerwca 1921 w Krakowie) – major piechoty Wojska Polskiego, kawaler Orderu Virtuti Militari.

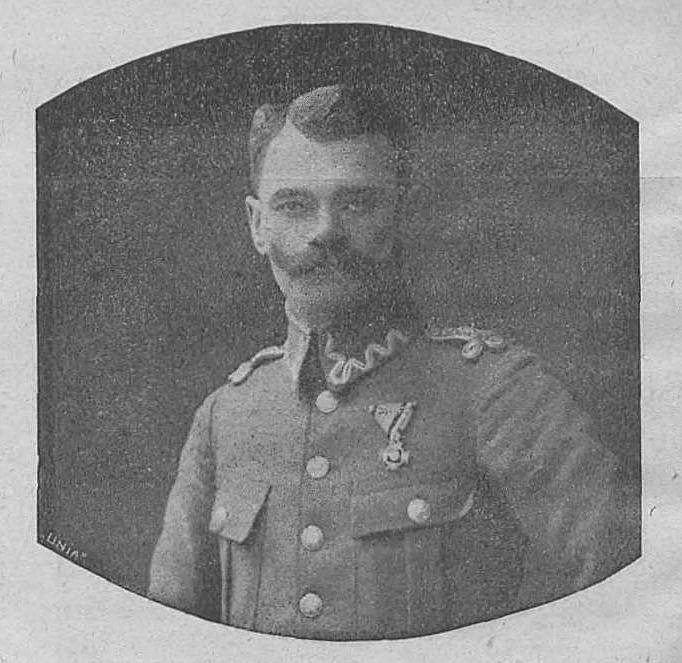
Zdzisław Trześniowski odznaczony austriackim Krzyżem Zasługi Wojskowej

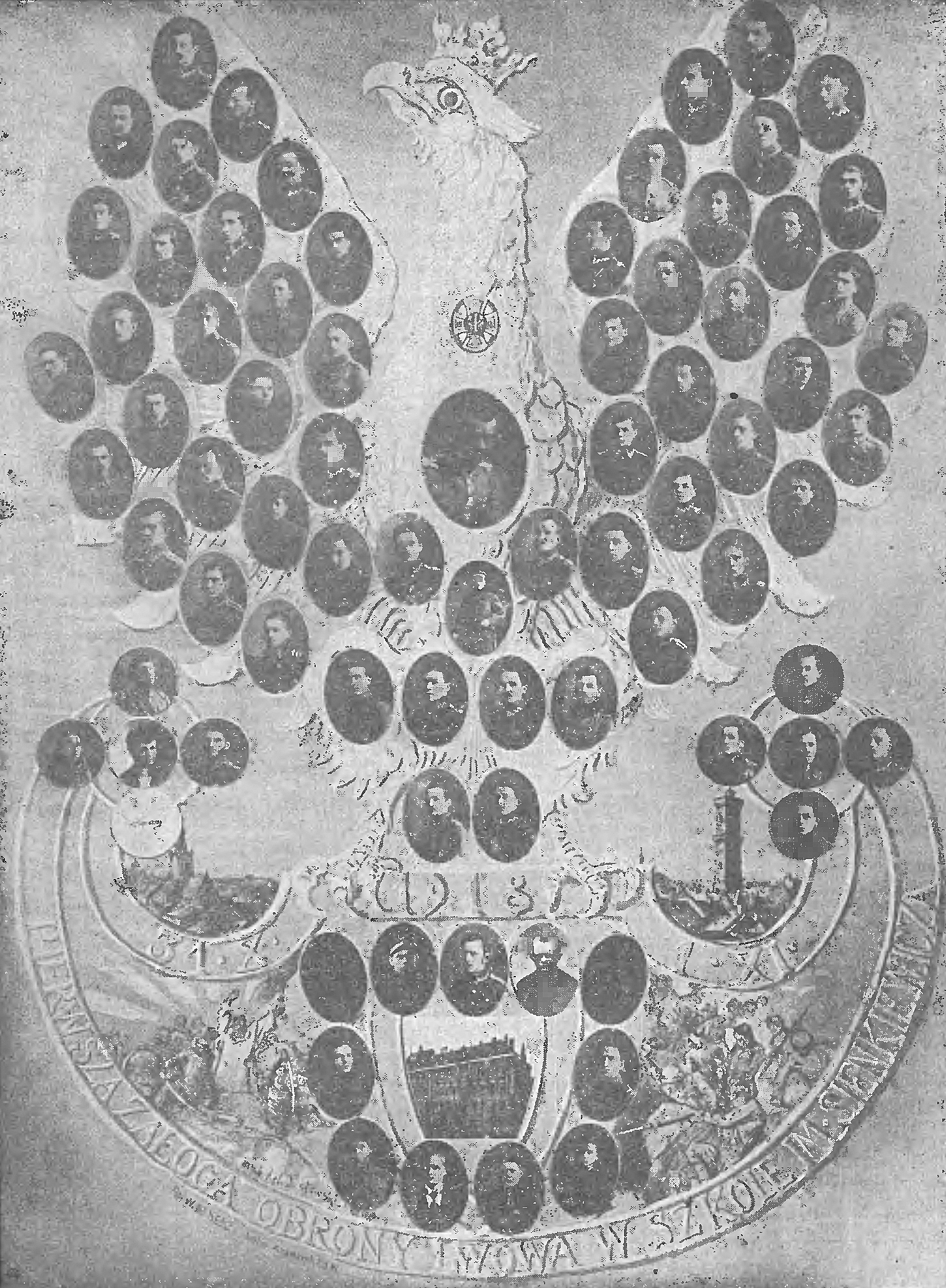
Tablica przedstawiająca Pierwszą Załogę Obrony Lwowa w Szkole im. Sienkiewicza, z podobizną kpt. Trześniowskiego pośrodku

## Życiorys
Urodził się 19 lutego 1868 w Kotorynach. Był synem Witolda (powstaniec styczniowy). Został urzędnikiem kolejowym. Działał w Związku Walki Czynnej. Pełnił funkcję komendanta oddziału Związku Strzeleckiego w Stanisławowie.
Po wybuchu I wojny światowej w 1914 wstąpił do Legionów Polskich. Został dowódcą plutonu w składzie kompanii kadrowych, które 4 sierpnia 1914 wyruszyły jako oddział strzelecki pod dowództwem Mieczysława Norwida-Neugebauera z Krzeszkowic na teren Królestwa. Od 8 sierpnia 1914 był dowódcą IV plutonu 2 kompanii w III batalionie 1 pułku piechoty w składzie I Brygady. W sierpniu walczył pod Kielcami i nad Nidą. Został mianowany chorążym piechoty 29 listopada 1914, a wkrótce awansowany na stopień podporucznika piechoty 9 października 1914. Od 22 października 1914 był dowódcą 2 kompanii w III batalionie 1 p.p.. Pod koniec grudnia 1914 brał udział w bitwie pod Łowczówkiem. Awansowany na stopień porucznika piechoty 1 stycznia 1915. Po zachorowaniu na tyfus przebywał na leczeniu w trakcie 1915, także w drugiej połowie tego roku, gdy po powrocie do pułku ponownie miał kłopoty zdrowotne. Od lutego 1917 służył w 3 pułku piechoty w składzie II Brygady. Służył tam w batalionie rekruckim. Po kryzysie przysięgowym z lipca 1917 służył w Polskim Korpusie Posiłkowym. Został wówczas awansowany na stopień kapitana piechoty 1 września 1917 oraz mianowany dowódcą kompanii. Po przejściu frontu w bitwie pod Rarańczą w połowie lutego 1918 został internowany przez Austriaków i przebywał w obozach Huszt i Dulfalvie na Zakarpaciu.
Po odzyskaniu wolności przebywał we Lwowie od października 1918, gdzie organizował zalążek armii polskiej, podległy Sztabowi Generalnemu Wojsk Polskich w Warszawie na czele z gen. Tadeuszem Rozwadowskim. Pod koniec października 1918 był komendantem kadry PKP we Lwowie. U schyłku wojny, w obliczu zajęcia Lwowa przez Ukraińców w dniu 31 października 1918 w organizowanej polskiej obronie Lwowa w trakcie wojny polsko-ukraińskiej został mianowany dowódcą kadry i stacjonującego w mieście – dotychczas przy PKP – batalionu uzupełniającego (zapasowego). Od wieczora tego dnia był pierwszym dowódcą I Załogi Obrony Lwowa w szkole im. Henryka Sienkiewicza. Organizował swój batalion, przyjmując też ochotników. 1 listopada odparł w szkole atak Ukraińców i tym samym wywołał mobilizację wśród polskich mieszkańców Lwowa, wpłynął na morale, zagrzewając ich do walki. W nocy 1/2 listopada przebił się przez linie ukraińskie i zajął w Rzęśnie Polskiej magazyny z zapasami broni i wyposażenia i wykazał się nieposłuszeństwem wobec rozkazu kpt. Czesława Mączyńskiego nakazującego wracać do Lwowa. Od 2 do 4 listopada był komendantem Rzęsny. Po wydaniu wreszcie nakazu jego aresztowania Trześniowski powrócił do miasta wieczorem 4 listopada, wyjednał darowanie mu niesubordynacji. Został też mianowany dowódcą Szkoły Marii Magdaleny, a następnego dnia powierzono mu szersze kompetencje tj. dowództwa I grupy wojsk polskich i pełnił tę funkcję od 5 do 22 listopada. Tejże I grupie podlegały obrony odcinków (sektorów) I i II (dom Techników i Szkoły Marii Magdaleny) na linii ulic Pełczyńskiej, Lenartowicza, Potockiego. 9 listopada jego grupa brała udział w zorganizowanym ataku strony polskiej na miasto. Ponowne silne akcje bojowe jego grupa podjęła 16 listopada. Jego grupa przypuściła też – bez odgórnego rozkazu – atak na Cytadelę, nie zakończone pełnym sukcesem i okupione stratami, (on sam był komendantem grupy Cytadela). Brał udział do końca walk o miasto tj. do nadejścia odsieczy. W ostatnim dniu 21 dnia jego grupa była jedną z czterech atakujących nieprzyjaciela, co skutkowało jego wycofaniem z miasta. W tym czasie jego żołnierze walczyli jeszcze o Cmentarz Łyczakowski, a po spotkaniu z 5 pułkiem piechoty powrócili do koszar. Jego grupa została wtedy uznana za rezerwę skupioną w koszarach Jabłonowskich i pełniła straż nad magazynami, patrolowała ulice w celu utrzymania porządku i bezpieczeństwa w mieście, prowadziła straż na odwachu.
Po oswobodzeniu Lwowa przez Polaków został zweryfikowany do stopnia majora piechoty z dniem 24 listopada 1918. Tego samego dnia został dowódcą batalionu 1 pułku Strzelców Lwowskich. W tym charakterze walczył w dalszym ciągu wojny z Ukraińcami. 12 kwietnia 1919 został przyjęty do Wojska Polskiego. W tym samym miesiącu przed komisją sejmową była rozpatrywana sprawa niesubordynacji Trześniowskiego wobec Mączyńskiego z początku listopada 1918. Od 2 maja 1919 do 2 czerwca 1920 sprawował stanowisko dowódcy 7 pułku piechoty Legionów. Następnie, podczas wojny polsko-bolszewickiej od 12 lipca 1920 dowodził III batalionem 240 pułku piechoty w składzie Małopolskich Oddziałów Armii Ochotniczej. Wraz z 240 p.p. został włączony do 20 pułku piechoty, w składzie którego także został dowódcą batalionu. Walczył pod Glinianami.
16 czerwca 1921 został przeniesiony do rezerwy w stopniu majora. 25 czerwca 1921 około południa dokonał zabójstwa pełniącego w zastępstwie funkcję dowódcy 20 pułku piechoty podpułkownika Henryka Madurowicza z broni palnej w krakowskim garnizonie w Krowodrzach, a następnie sam popełnił samobójstwo. Zdarzenie odbiło się głośnym echem w Krakowie, tym bardziej, że niezrozumiałe były motywy sprawcy, zaś obaj oficerowie byli darzeni uznaniem oraz znane były ich zasługi i zalety. Sprawie tej towarzyszyła aura tajemnicy i braku pełnego wyjaśnienia, a okoliczności były cenzurowane wskutek działania strony wojskowej. W prasie początkowo informowano, że w południe w kancelarii pułku podpułkownika Madurowicza zastrzelił podporucznik tudzież major Sienicki – co potem zdementowano i przypisano zabójstwo majorowi Trześniowskiemu – a powodem miała być niepochlebna opinia, jaką rzekomo wydał Trześniowskiemu podpułkownik Stanisław Schuster-Kruk w podaniu o awans. W konsekwencji miało to skutkować spodziewanym zwolnieniem Trześniowskiego ze służby wojskowej. Wobec tego miał on udać się do kancelarii wojskowej zamierzając spotkać ppłk. Kruka i dokonać zemsty na nim. Wobec nieobecności tegoż (przebywał wtedy w mieszkaniu prywatnym) Trześniowski polecił ordynansowi wezwać podpułkownika. Następnie wdał się w krótkę sprzeczkę z ppłk. Madurowiczem, którego chwilę potem zastrzelił z rewolweru w serce, a następnie sam odebrał sobie życie strzałem w skroń. O z góry przyjętym zamiarze dokonania morderstwa miał świadczyć znaleziony przy Trześniowskim list, w którym wyjaśnił powody swojego czynu oraz prosił o pochowanie jego ciała we Lwowie, gdzie żyła jego rodzina.
Major Trześniowski został pochowany 28 czerwca 1921 bez honorów wojskowych. Spoczął na Cmentarzu Obrońców Lwowa (kwatera I, miejsce 24). Z inicjatywy okręgu lwowskiego Związku Legionistów Polskich w 1935 powstał komitet budowy nagrobka-pomnika mjr. Tatar-Trześniowskiego, którego ustanowienie zaplanowano po uprzednio przeprowadzonej ekshumacji i przeniesieniu w inne miejsce na Cmentarzu Obrońców Lwowa.
Jego żoną została Bronisława z domu Majerska, z którą miał cztery córki i dwóch synów. Jeszcze 7 lipca 1921 interpelację w sprawie okoliczności śmierci kpt. Trześniowskiego złożył poseł Ignacy Daszyński.

## Upamiętnienie
Po śmierci Zdzisława Trześniowskiego przy jego grobie odbywały się corocznie uroczystości upamiętniające. W 19. rocznicę podjęcia walk w obronie Lwowa, 31 października 1937 jedna z ulic we Lwowie została uroczyście nazwana imieniem kpt. Zdzisława Tatara-Trześniowskiego. W wydaniu „Gazety Lwowskiej” z 3 listopada 1937 napisano, iż Zdzisław Trześniowski będzie zawsze dla Lwowa tym, kim dla Warszawy był Piotr Wysocki 29 listopada 1830 w chwili wybuchu powstania listopadowego. Po utworzeniu państwa Ukrainy ulica została przemianowana na Boberśkoho.
Obraz portretowy porucznika Zdzisława Tatar-Trześniowskiego z czasów służy legionowej namalował Karol Zyndram Maszkowski.
W 1937 imię Zdzisława Trześniowskiego przyjęto do nazwy Koła Nr. 5 Związku Rezerwistów we Lwowie.

## Odznaczenia i ordery
- Krzyż Srebrny Orderu Virtuti Militari nr 2878[1]
- Krzyż Niepodległości z Mieczami – pośmiertnie (17 marca 1938, za pracę w dziele odzyskania niepodległości)[60][1]
- Krzyż Walecznych – trzykrotnie[1]
- Krzyż Zasługi Wojskowej – Austro-Węgry[61]